# Halowe Mistrzostwa Europy w Lekkoatletyce 1978 – bieg na 1500 m kobiet
Bieg na 1500 metrów kobiet – jedna z konkurencji biegowych rozgrywanych podczas halowych lekkoatletycznych mistrzostw Europy w hali Palasport di San Siro w Mediolanie. Rozegrano od razu bieg finałowy 12 marca 1978. Zwyciężyła reprezentantka Rumunii Ileana Silai. Tytułu zdobytego na poprzednich mistrzostwach nie broniła Mary Stewart z Wielkiej Brytanii.

## Rezultaty

### Finał
Rozegrano od razu bieg finałowy, w którym wzięło udział 8 biegaczek.
Opracowano na podstawie materiału źródłowego.
| Miejsce | Zawodniczka           | Czas   | Uwagi |
| ------- | --------------------- | ------ | ----- |
| 1       | Ileana Silai          | 4:07,1 | CR    |
| 2       | Natalia Mărășescu     | 4:07,4 |       |
| 3       | Brigitte Kraus        | 4:07,6 |       |
| 4       | Weseła Jacinska       | 4:10,5 |       |
| 5       | Silvana Cruciata      | 4:12,5 |       |
| 6       | Christiane Wartenberg | 4:14,1 |       |
| 7       | Irén Lipcsei          | 4:18,4 |       |
| 8       | Rumjana Czawdarowa    | 4:32,0 |       |